# Fiakermilli – Liebling von Wien
Fiakermilli – Liebling von Wien (alternativ: Liebling von Wien und in Österreich: Liebe im Walzertakt) ist ein österreichischer Spielfilm aus dem Jahr 1953, der in Österreich den Titel Die Fiakermilli trägt. Unter der Regie von Arthur Maria Rabenalt spielt Gretl Schörg die Rolle der Fiakermilli in dieser Musikkomödie. Der Stoff beruht auf Martin Costas gleichnamigem Volksstück. Tragende Rollen sind besetzt mit Paul Hörbiger, Karl Schönböck, Lucie Englisch, Rudolf Platte, Fritz Imhoff und Elisabeth Stemberger.
Der Heimatkanal befand: „Ein Film mit viel Gefühl, Witz und Charme.“

## Handlung
Die schöne Tänzerin und Sängerin „Fiakermilli“ ist die Sensation im Wiener Lokal „Burgundisches Kreuz“ und sorgt stets für ein volles Haus. Nur Theaterkritiker Dr. Robert Zögel verreißt Millis Darbietungen in einem seiner Artikel aufs Schärfste. Ohne dass Milli ahnt, wer er wirklich ist, verlieben sich beide ineinander. Als die junge Frau seine wahre Identität erfährt, verzeiht sie ihm. Sie erklärt sich sogar bereit, in Zukunft auf ihre geliebten Auftritte zu verzichten, da Zögel aus ihr eine ernsthafte Künstlerin machen will. Sein Freund Johann Fürst besetzt Milli in Friedrich Schillers Drama Die Räuber in der Rolle der Amalia von Edelreich, doch wird die Premiere des Bühnenstückes ein totaler Reinfall. Milli wird ausgepfiffen. Noch mit den Tränen kämpfend, erwacht ihr alter Kampfgeist: Sie geht zurück auf die Bühne und tanzt einen Cancan, der das Publikum sofort begeistert. Robert Zögel allerdings fühlt sich von Milli verraten und wendet sich von ihr ab. Milli, die ihn aufrichtig liebt, hat daran schwer zu tragen, wobei ihr auch ihre hinzukommende Eifersucht auf ihre Nichte Liesel zu schaffen macht. Liesel hegt zwar Gefühle für Zögel, merkt aber sehr schnell, dass er nur Milli liebt und versöhnt Milli und Zögel wieder miteinander.
In ihrer Garderobe macht Zögel Milli einen Heiratsantrag, macht jedoch zur Bedingung, dass sie ihre Bühnenlaufbahn aufgeben müsse. Milli entscheidet sich schweren Herzens für die Bühne und gegen Zögel. Bei einem späteren Auftritt sieht sie plötzlich Robert unter den Zuschauern. Als ihre Blicke sich treffen, erhebt er sein Glas und lächelt sie an. Milli weiß nun, dass ihre gemeinsame Liebe doch noch eine Chance hat.

## Produktion

### Produktionsnotizen
Der Film wurde im Atelier Wien-Schönbrunn produziert, die Außenaufnahmen stammen aus Wien. Produktionsfirma war die Schönbrunn-Film Ernest Müller (Wien). Als Verleihfirmen fungierten für die Bundesrepublik Deutschland Constantin Film und für Österreich Union Film.
In Österreich trug der Film alternativ auch den Titel Liebe im Walzertakt und in der Bundesrepublik Deutschland Liebling von Wien.
Lieder im Film unter anderem:
- Liebe im Walzertakt
- Honigberger-Lied
- Frauen sind wie Rosen
- Immer fidel, fidel
- Fiakermilli-Lied
- Ich bin ja so verliebt, ich möcht fast schrei’n vor Glück!

Es spielen die Wiener Symphoniker und die K. u. K. Hoch- und Deutschmeisterkapelle.

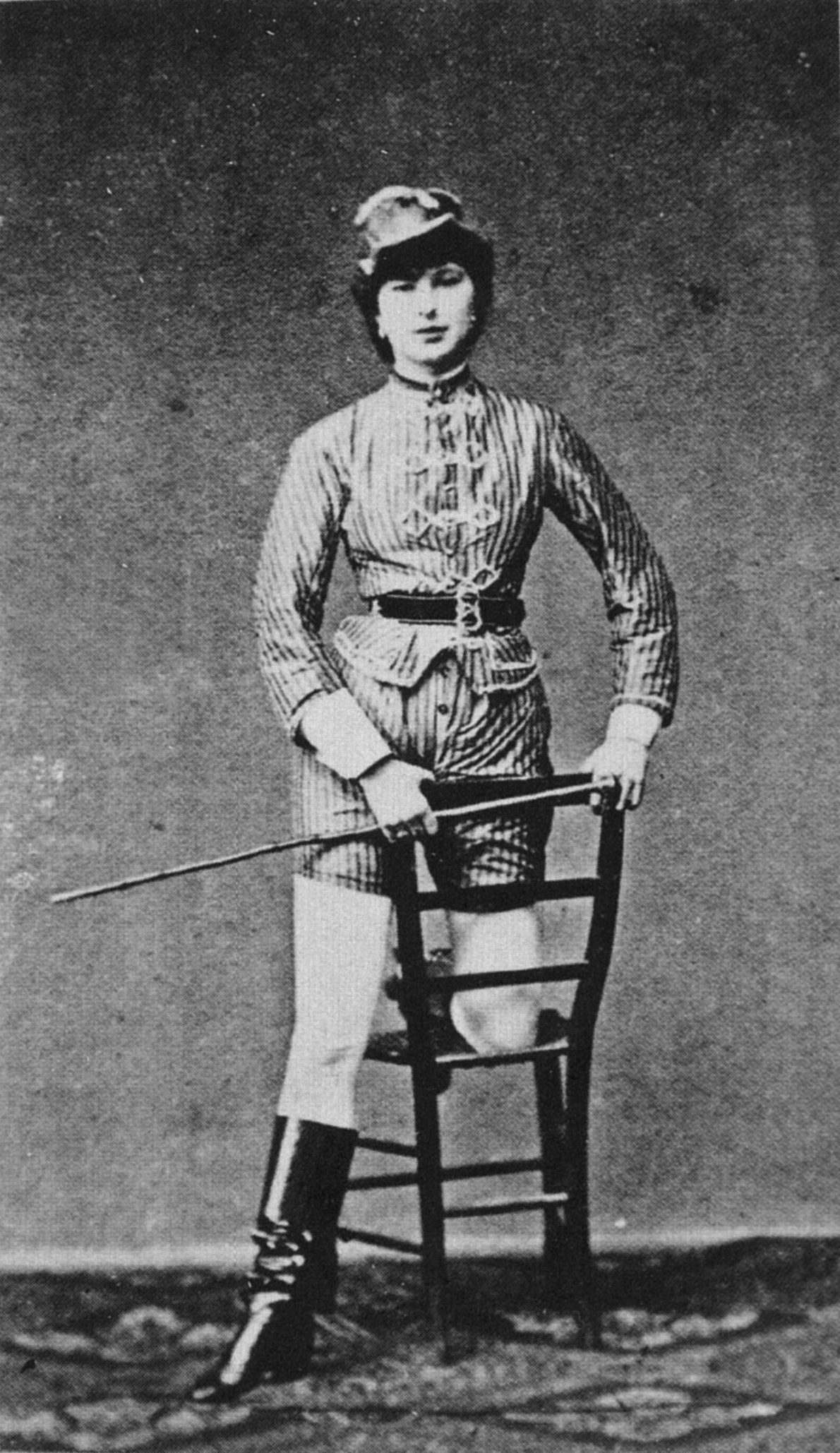
Emilie Turecek, die echte Fiaker-Milli, ca. 1870

### Hintergrund
Der Film beruht in den Rahmendaten auf der Geschichte der Emilie Turecek, genannt „Fiaker-Milli“, einer Wiener Volkssängerin, die von 1848 bis 1889 lebte. Sie trat in Vergnügungslokalen sowie auf Wäschermädel- und Fiakerbällen auf. Ihre Auftritte im Jockeykostüm mit eng anliegenden Hosen und Reitgerte sorgten für großes Aufsehen. Für das Tragen dieser Männerkleidung brauchte sie eine polizeiliche Genehmigung.
Hugo von Hofmannsthal verewigte in seinem Libretto zu Richard Strauss’ Oper Arabella die Figur der Fiakermilli.

### Veröffentlichung
Der Film startete in Deutschland am 16. Januar 1953 in Würzburg. In Österreich war die Erstaufführung am 20. Januar 1953 in Wien. In Schweden wurde der Film unter dem Titel Kärlek i valstakt am 28. Februar 1955 erstmals veröffentlicht und in Frankreich am 6. Mai 1955 unter dem Titel La Chanson du vin monveau.
Die Icestorm Entertainment GmbH veröffentlichte Fiakermilli – Liebling von Wien am 14. April 2017 auf DVD.

## Kritik
„Filmoperette um die historische Gestalt einer beliebten Volkssängerin, die sich im Konflikt zwischen Liebe und Bühne für die Schauspielerei entscheidet. Klamauk, viel Gefühl und kleine Pikanterien – leichtgewichtige Unterhaltung.“

Die Filmzeitschrift epd Film lobte: „… ein Streifen von der Wiener Gemütlichkeit, mit viel Gesang, Tanz, Herz und Humor und den Deutschmeistern“.
Cinema befand, das sei „braver Kitsch“. Für die österreichische Wochenzeitung Falter stellte sich der Film als „mittelprächtig in Szene gesetzte Operette um die berühmte Volkssängerin, den ‚Liebling von Wien‘“, dar. Für die Hörzu war der Film „durchschnittlich“.